# Lista de vereadores de Salvador da 11.ª legislatura
Esta é a lista de vereadores de Salvador da 11.ª Legislatura, período que compreende de 1° de fevereiro de 1989 até 1° de janeiro de 1993.

## Parlamentares
| Parlamentar | Parlamentar                        | Imagem | Partido | Partido                                          | Votos  | Notas            |
| ----------- | ---------------------------------- | ------ | ------- | ------------------------------------------------ | ------ | ---------------- |
| 1°          | Gilberto Gil                       |        |         | Partido Verde PV                                 | 11.111 | Eleito pelo PMDB |
| 2°          | Domingos Antônio Martins Bonifácio |        |         | Partido Democrata Cristão PDC                    | 8.841  |                  |
| 3°          | Dionísio Juvenal dos Santos        |        |         | Partido do Movimento Democrático Brasileiro PMDB | 5.878  |                  |
| 4°          | Guilherme Augusto Santos Brandão   |        |         | Partido do Movimento Democrático Brasileiro PMDB | 4.740  |                  |
| 5°          | Carlos Sant'ana Filho              |        |         | Partido do Movimento Democrático Brasileiro PMDB | 4.507  |                  |
| 6ª          | Geracina Aguiar Pinto              |        |         | Partido dos Trabalhadores PT                     | 4.027  |                  |
| 7°          | Francisco Javier                   |        |         | Partido Comunista do Brasil PCdoB                | 3.695  |                  |
| 8ª          | Beth Wagner                        |        |         | Partido Comunista Brasileiro PCB                 | 3.502  |                  |
| 9°          | Pedro Godinho                      |        |         | Partido do Movimento Democrático Brasileiro PMDB | 3.242  |                  |
| 10°         | Arnando Lessa Ribeiro              |        |         | Partido do Movimento Democrático Brasileiro PMDB | 3.132  |                  |
| 11°         | José Pires Castello Branco         |        |         | Partido Trabalhista Brasileiro PTB               | 3.073  |                  |
| 12°         | Sandoval Souza Guimarães           |        |         | Partido do Movimento Democrático Brasileiro PMDB | 2.754  |                  |
| 13°         | Álvaro Martins Santos              |        |         | Partido Trabalhista Brasileiro PTB               | 2.732  |                  |
| 14°         | João Henrique Carneiro             |        |         | Partido da Frente Liberal PFL                    | 2.687  |                  |
| 15°         | Pedro dos Santos Melo              |        |         | Partido Democrata Cristão PDC                    | 2.678  |                  |
| 16°         | Asterio Caetano Costa              |        |         | Partido do Movimento Democrático Brasileiro PMDB | 2.560  |                  |
| 17°         | Antônio Robespierre                |        |         | Partido da Frente Liberal PFL                    | 2.531  |                  |
| 18°         | Edival Passos                      |        |         | Partido dos Trabalhadores PT                     | 2.527  |                  |
| 19°         | Joaquim Costa                      |        |         | Partido do Movimento Democrático Brasileiro PMDB | 2.495  |                  |
| 20°         | Edvaldo Menezes Teixeira           |        |         | Partido do Movimento Democrático Brasileiro PMDB | 2.474  |                  |
| 21°         | Nilton José Ferreira               |        |         | Partido do Movimento Democrático Brasileiro PMDB | 2.465  |                  |
| 22°         | Osório Cardoso Villas Boas         |        |         | Partido do Movimento Democrático Brasileiro PMDB | 2.427  |                  |
| 23°         | Janio Natal                        |        |         | Partido Liberal PL                               | 2.422  | Eleito pelo PDT  |
| 24°         | Milton Leone                       |        |         | Partido da Frente Liberal PFL                    | 2.380  |                  |
| 25°         | Antônio Cerqueira Lima             |        |         | Partido Trabalhista Brasileiro PTB               | 2.320  |                  |
| 26°         | Atanazio Júlio dos Santos          |        |         | Partido Democrático Trabalhista PDT              | 2.299  |                  |
| 27°         | Daniel Gomes de Almeida            |        |         | Partido Comunista do Brasil PCdoB                | 2.284  |                  |
| 28°         | Jonas Batista Alves                |        |         | Partido Democrata Cristão PDC                    | 2.037  |                  |
| 29°         | Silvoney Sales de Almeida          |        |         | Partido Democrático Trabalhista PDT              | 2.008  |                  |
| 30°         | Everaldo Bispo                     |        |         | Partido Democrático Trabalhista PDT              | 1.839  |                  |
| 31°         | Cândido Risutti                    |        |         | Partido Social Cristão PSC                       | 1.825  |                  |
| 32°         | Miguel Froes                       |        |         | Partido Democrata Cristão PDC                    | 1.716  |                  |
| 33°         | Itaberaba Lyra                     |        |         | Partido Social Cristão PSC                       | 992    |                  |